# Großsteingräber bei Höver

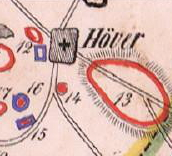
Lage der Gräber (Nr. 12 und 15) nach von Estorff

Die Großsteingräber bei Höver waren zwei megalithische Grabanlagen der jungsteinzeitlichen Trichterbecherkultur bei Höver, einem Ortsteil von Weste im Landkreis Uelzen (Niedersachsen). Sie wurden im 19. Jahrhundert zerstört. Die beiden Anlagen wurden in den 1840er Jahren durch Georg Otto Carl von Estorff dokumentiert. Von einem Grab fertigte er eine Grundrisszeichnung an; diese Anlage trägt die Sprockhoff-Nummer 782.

## Lage
Grab 1 befand sich südlich von Höver, auf der östlichen Seite des Weges nach Oetzendorf. Grab 2 lag unmittelbar westlich von Höver.

## Beschreibung

### Grab 1

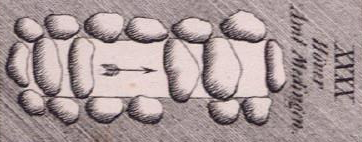
Grundriss von Grab 1 nach von Estorff

Die Anlage besaß eine nord-südlich orientierte Grabkammer mit einer Länge von 6,2 m und einer Breite von 1,3 m. Das Grab war bei von Estorffs Dokumentation schon nicht mehr ganz vollständig. Sie bestand aus jeweils sechs Wandsteinen an den Langseiten und je einem Abschlussstein an den Schmalseiten. Von den Decksteinen waren nur noch vier vorhanden; drei waren ins Innere der Kammer gestürzt, der vierte lag noch auf. An der östlichen Schmalseite befand sich zwischen dem zweiten und dritten Wandstein von Norden eine Lücke – vermutlich der Eingang, womit die Anlage als Ganggrab anzusprechen wäre.

### Grab 2
Grab 2 wurde durch von Estorff nicht näher beschrieben, da es zum Zeitpunkt seiner Aufnahme bereits zerstört war. Über Ausrichtung, Maße und Grabtyp liegen keine Informationen vor.